# Rừng kín thường xanh mưa ẩm nhiệt đới Việt Nam

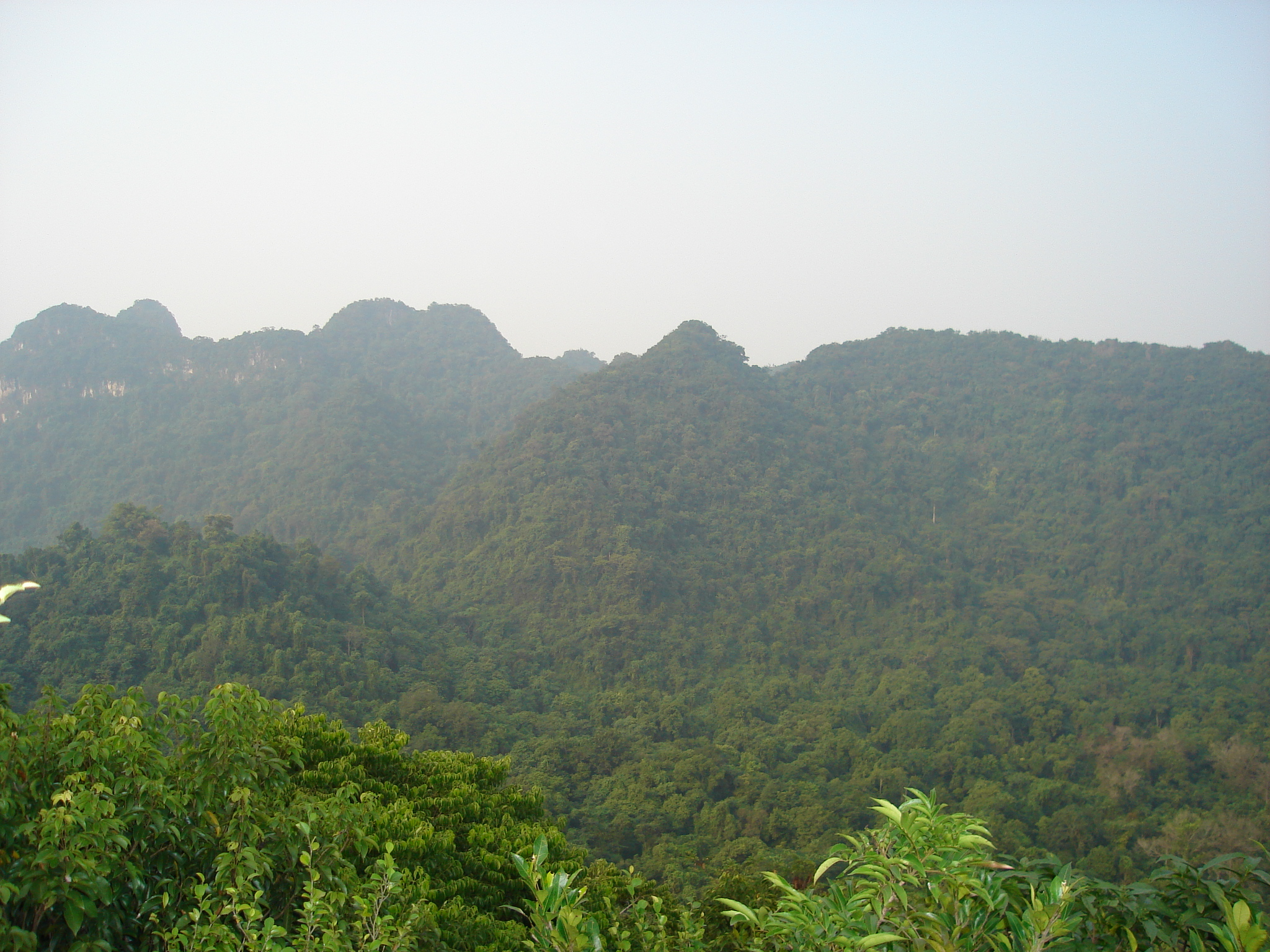
Rừng kín thường xanh mưa ẩm nhiệt đới tại Việt Nam

Rừng kín thường xanh mưa ẩm nhiệt đới Việt Nam là kiểu rừng có diện tích lớn, phân bố rộng khắp Việt Nam, nằm trong vành đai nhiệt đới, thường phân bố ở độ cao 700 m (miền Bắc) và 1000 m (miền Nam) trở xuống. Nơi đây có nhiệt độ trung bình hàng năm 20 - 25oC, nhiệt độ trung bình tháng lạnh nhất 15 - 20oC, lượng mưa hàng năm 1.200 - 3.000 mm, mùa mưa ẩm và mùa khô phân biệt rõ, mùa khô kéo dài 3 tháng, độ ẩm trung bình khoảng 85%. Đất rừng có quá trình ferralit mạnh, thường là đất ferralit đỏ vàng phát triển trên nhiều loại đá mẹ như Ba dan, Gnai, An đê dit... tầng đất nhìn chung sâu đầy, không có tầng đá ong chặt.
Rừng có cấu trúc 3 - 5 tầng (Tầng trội, tầng tán, tầng dưới tán, tầng cây bụi, tầng cỏ và quyết). Thực vật rừng ở đây phần lớn là các loài cây nhiệt đới, không có chồi ngủ qua đông, một số loài thân mang hoa quả, lá cây nhẵn bóng, đầu lá thường có mũi lồi. Một số loài có hình thức sinh trưởng nhịp điệu, số cây rụng lá theo mùa dưới 25% tổ thành.

## Tổ thành rừng
Các ưu hợp trong kiểu rừng này thể hiện rõ ảnh hưởng của thành phần loài trong khu hệ thực vật bản địa Bắc Việt Nam-Nam Trung Hoa và khu hệ thực vật Malaixia-Indonesia.Các ưu hợp đó là:
- Các ưu hợp họ Dầu (Dipterocarpaceae), tầng vượt tán (tầng trội) và tầng tán là các loài cây thường xanh thuộc họ Dầu như:

1. - Ưu hợp Sao đen (Hopea odorata)
  - Ưu hợp Kiền kiền (Hopea pierrei)
  - Ưu hợp Chò chỉ (Parashorea chinensis)
  - Ưu hợp Chò nâu (Dipterocarpus retusus)
  - Ưu hợp Dầu rái (Dipterocarpus alatus)
  - Ưu hợp Vên vên (Anisoptera cotstata)
  - Ưu hợp Táu (Vatica sp)

- Có thể gặp các ưu hợp biến chủng:

1. - Ưu hợp: gội + Sấu + sâng + một loài dẻ gai hay sồi + một loài De hay cà lồ + một loài giổi hay mỡ + một loài đa hay mít.

Tùy từng vùng có thể có một vài loài khác chiếm ưu thế hình thành các biến chủng vàng anh, chò xanh, chò đãi, chò chỉ.
1. - Ưu hợp: lim xanh + trám trắng + sến + ngát.

Tùy từng vùng có thể có một loài cây nào đó chiếm ưu thế của ưu hợp hình thành các biến chủng: sau sau, sang lẻ, gụ + huỷnh, táu ruối, vên vên.
- Một số ưu hợp hình thành do chịu ảnh hưởng của các hoạt động sản xuất của con người như:

1. - Ưu hợp: mỡ + ràng ràng mít sau nương rẫy.
  - Ưu hợp: lim xanh + dẻ bốp + trám trắng + ngát + bứa sau khai thác.